# Abraham Frimpong
Abraham Akwasi Frimpong (ur. 6 kwietnia 1993 w Akrze) – ghański piłkarz występujący na pozycji obrońcy w saudyjskim klubie Al-Ain FC.

## Sukcesy

### Klubowe
Napredak Kruševac
- Mistrz Prvej ligi: 2012/13, 2015/16

FK Crvena zvezda
- Mistrz Serbii: 2017/2018

Ferencvárosi TC
- Mistrz Węgier: 2018/19, 2019/20, 2020/2021